# Skarszewy

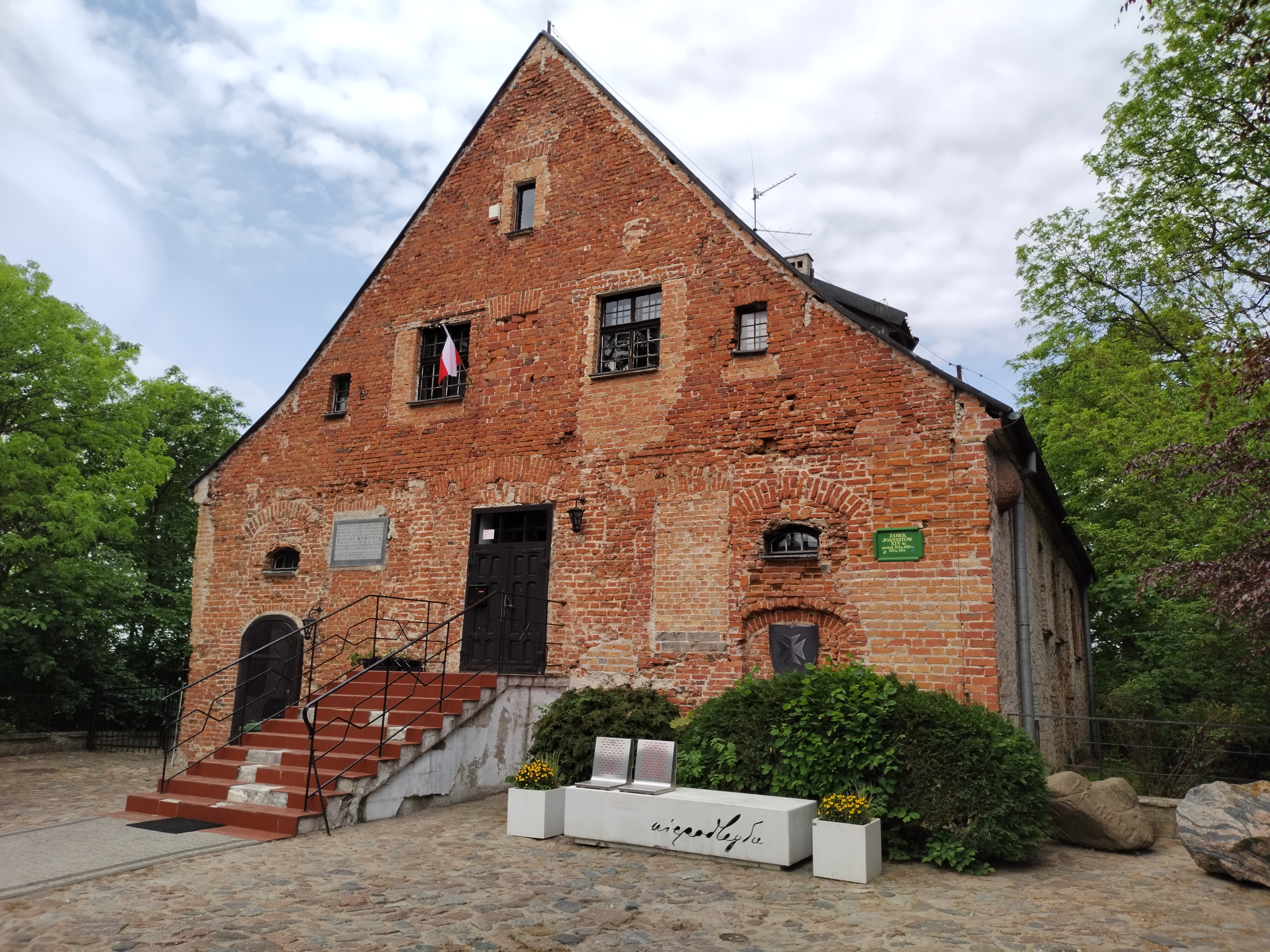
Zamek w Skarszewach, maj 2023 r.

Skarszewy (niem. Schöneck in Westpreußen) – miasto w województwie pomorskim, w powiecie starogardzkim, nad rzeką Wietcisą, siedziba gminy miejsko-wiejskiej Skarszewy. Na południowym obszarze miejskim Skarszew znajduje się jezioro Borówno Wielkie (rozwinięta infrastruktura turystyczno-rekreacyjna). Dawny dworzec kolejowy w mieście jest punktem końcowym zielonego Szlaku Skarszewskiego.
W latach 1613–1772 stolica województwa pomorskiego. W latach 1945–1975 miasto administracyjnie należało do tzw. dużego województwa gdańskiego, a w latach 1975–1998 do tzw. małego województwa gdańskiego.
Według danych z 1 stycznia 2018 Skarszewy liczyły 7103 mieszkańców.

## Historia
11 listopada 1198 r. książę pomorski Grzymisław podarował joannitom gród „Starigrod” (Starogard) wraz z rozległymi ziemiami, m.in. terenami nad Wietcisą. W zakolu tej rzeki, na wysokim wzgórzu, joannici na początku XIV w. lokowali miasto o nazwie Schöneck, co znaczy piękny zakątek. Pierwsza wzmianka o Skarszewach (w pisowni „Schönegk”) znajduje się w odpisie dokumentu z datą roczną 1305 (oryginał nie zachował się), w którym skarszewski komtur Johannes von Borchfelde (Borgfelde) nadał wsi Obozin 60 włók ziemi. Według znawców tematu w odpisie dokumentu omyłkowo zapisano rok 1305 zamiast 1335. Udokumentowali oni, że Borchfelde pełnił funkcję komtura dopiero w latach 1333–1335, a odnotowany w tym dokumencie jako świadek, brat Johannes Stapel, w innych dokumentach występuje tylko w latach 1334–1341 (nigdy wcześniej).
Z treści drugiego przywileju lokacyjnego Skarszew z 2 lutego 1341 r. wynika, że miasto lokowano ok. 1320 r. Pierwszy przywilej lokacyjny nie jest znany. W 1323 r. w Skarszewach była już komturia joannitów, a przeniesienie ich siedziby z Lubiszewa do Skarszew nastąpiło między 1321 a 1323 r. Jeszcze w 1321 r. joannita Konrad de Dorstet tytułuje się komturem Lubiszewa, a dwa lata później już komturem Skarszew. Zatem najstarszy znany dokument dotyczący Skarszew pochodzi z 1323 r.
W licznych publikacjach podawane są wiadomości o Skarszewach, rzekomo istniejących już w XII i XIII w. pod nazwą Reueninov (pisane też: Rounino i Rownino). Ich źródłem są dwie informacje, które okazały się wymysłem. Pierwsza dotyczy rzekomego nadania joannitom pod koniec XII w. grodu Reueninov, który miał istnieć na wzgórzu zamkowym w Skarszewach. Druga, rzekomego nadania Skarszewom przez joannitów w 1274 r. prawa składu, które zobowiązywało kupców do sprzedaży tam towarów. W rzeczywistości gród Reueninov nigdy nie istniał. A przed lokacją miasta ok. 1320 r. nie istniały też Skarszewy, więc prawa składu w XIII w. otrzymać nie mogły. Według dokumentu z 1198 r. joannici nie otrzymali od księcia pomorskiego grodu Reueninov, ale wieś o tej nazwie (później zaginioną, jak parę innych średniowiecznych wsi w okolicy).  Według Emila Waschinskiego, autora pracy doktorskiej o historii komturii joannickiej i miasta Skarszewy (1904 r.), wieś  Reueninov usytuowana była w okolicy wsi Więckowy (gm. Skarszewy). Oczywiście żadnego prawa składu taka wieś mieć nie mogła. Ponadto żadne średniowieczne dokumenty i badania archeologiczne nie potwierdzają przedlokacyjnego istnienia Skarszew.
W 1370 r. joannici sprzedali Skarszewy i Wartenberg (prawdopodobnie Czarnocin) za przeszło 10 tysięcy grzywien pruskich Zakonowi Szpitala Najświętszej Marii Panny Domu Niemieckiego w Jerozolimie (Krzyżakom). Śladem obecności joannitów w mieście jest jego herb, przedstawiający głowę Jana Chrzciciela, patrona zgromadzenia, które założyło miasto. Polska nazwa miasta po raz pierwszy pojawia się 19 października 1466 roku, w dokumencie II pokoju toruńskiego. W traktacie polską nazwę miejscowości Skarszewy identyfikuje się z niemieckojęzyczną Schöneck (Schöneck alias Scharschewo). W archiwach nie znajdujemy zapisu, który skutkowałby utożsamieniem zaginionej miejscowości Reueninov z Schöneck.

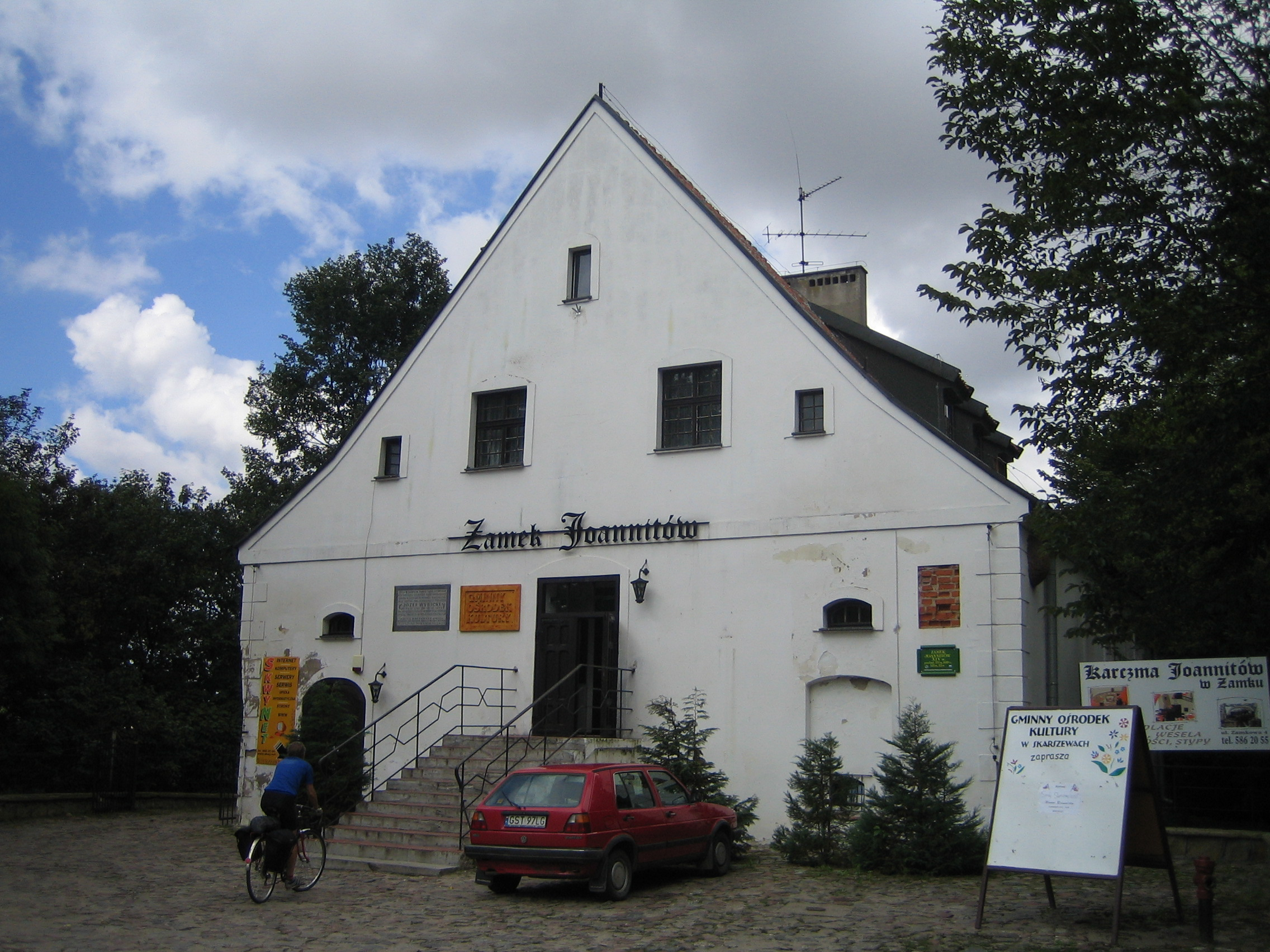
Pozostałości gotyckiego zamku joannitów w Skarszewach – w znacznej części rozebranego i przebudowanego pod koniec XVIII w. na Królewsko-Pruski Magazyn Solny

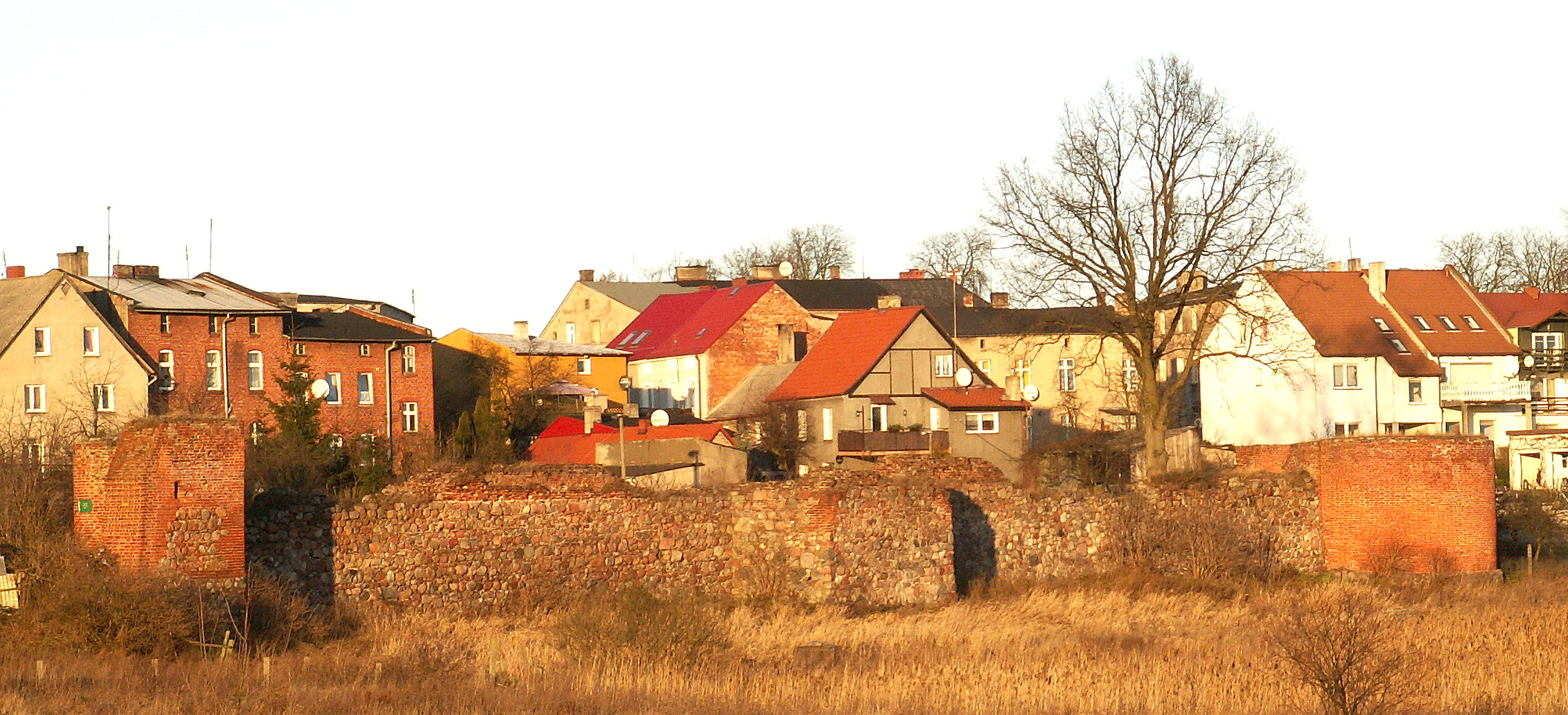
Mury miejskie, XIV/XV w.

Ówczesne Skarszewy były otoczone murem z bramami, zaś w ich północno-zachodniej części znajdował się zespół zamkowy, składający się z zabudowań gospodarczych oraz piętrowego, wzmocnionego dwiema wieżami zamku w stylu gotyckim, stojących na cyplu stromego wzgórza schodzącego do Wietcisy. Od strony miasta wjazdu strzegła gotycka brama i sucha fosa. Kompleks zamykał kamienno-ceglany mur obronny. Takie położenie powodowało, że w przypadku obsadzenia zamku dużą załogą był on trudny do zdobycia. Poniżej zamkowego wzgórza, na wyspie, znajdowało się podzamcze z młynem, browarem, karczmą, foluszem i kuźnią. W rejonie Bramy Chojnickiej znajdował się drugi kościół, pw. św. Jerzego wraz ze szpitalem i cmentarzem, już w 1686 wzmiankowany jako leżący w gruzach.
W wyniku wojen polsko-krzyżackich miasto zostało zdobyte i złupione przez husytów w 1433 r. oraz dwukrotnie zdobyte, ograbione i częściowo spalone – w 1455 r. przez Krzyżaków i w 1462 r. przez Polaków. Władze miejskie Skarszew oficjalnie nie przystąpiły do Związku Pruskiego, ale w 1450 r. znaczna część mieszczan i rady miejskiej poparła ten związek. Ostatecznie w 1466 r., na mocy II pokoju toruńskiego, przeszły pod polskie panowanie. Gdańsk – największy ośrodek miejski Prus Królewskich – nie został jednak stolicą województwa, gdyż obdarzony królewskimi przywilejami zazdrośnie strzegł swojej politycznej niezależności, której sprzyjała zresztą silna pozycja gospodarcza miasta. Taki stan rzeczy spowodował, iż województwo pomorskie długo nie posiadało własnego ośrodka administracyjnego. Dopiero w 1613 r. połączono funkcję starosty skarszewskiego i wojewody pomorskiego, w efekcie czego stolicą województwa pomorskiego zostały Skarszewy. Na tutejszym zamku rezydował wojewoda, tu też zbierał się sąd ziemski. Ze względu na wysoki procent ludności niemieckojęzycznej już w XVI w. rozpowszechnił się tu luteranizm. W 1594 miasto gościło króla Zygmunta III Wazę, a 23 lutego 1629 r. Szwedzi ograbili i spalili znaczną część zabudowy Skarszew wraz z zamkiem (odbudowano go dopiero na przełomie XVII i XVIII wieku).
Wyrazem napięć religijnych w dawnej Rzeczypospolitej były wydarzenia z 1741 r. W pierwsze święto wielkanocne w skarszewskim zborze luterańskim, wskutek pękania drewnianej konstrukcji empor, doszło do paniki – zginęło kilku wiernych, a wielu zostało rannych. Zbór został zamknięty i zakazano odprawiania w nim nabożeństw. W tej sytuacji, z obawy przed przeszkodami, które mogła stwarzać strona katolicka, przygotowano potajemnie w Gdańsku elementy budowlane i przewieziono je do Skarszew na 131 wozach, w eskorcie setki udających robotników gdańskich żołnierzy i licznej rzeszy rzemieślników. Po dotarciu na miejsce, mimo blokad i protestów, w ciągu 24 godzin, z 14 na 15 września 1741 r., rozebrano stary zbór i wybudowano nowy z tzw. „muru pruskiego”. W l. 1762–1765 w miejscowym sądzie grodzkim praktykował Józef Wybicki.
W wyniku I rozbioru Rzeczypospolitej, w 1772 r. miasto zostało przyłączone do Prus. Liczyło wówczas 1005 mieszkańców. W nocy z 28 na 29 stycznia 1807 r. doszło w Skarszewach do starcia wojsk pruskich z liczącym kilkuset jeźdźców oddziałem żołnierzy polskich w służbie cesarza Francuzów, pod dowództwem majora Ulatowskiego. Atak Prusaków zakończył się zdobyciem miasta. Pod władzą Prus Skarszewy znajdowały się od 1772 do 1920 r.
W II połowie XIX w. doszło do wyraźnego rozwoju miasta, do czego przyczyniły się poważne inwestycje infrastrukturalne. W latach 1884–1885 wybudowano przez Skarszewy linię kolejową Pszczółki – Kościerzyna. W 1905 miasto otrzymało kolejne, bezpośrednie połączenie ze Starogardem Gdańskim. W 1886 r. powstało pierwsze lokalne czasopismo, niemieckojęzyczny Schoenecker Anzeiger. W 1858 r. Skarszewy miały 2272 mieszkańców, w 1885 r. 2925 (48% protestantów, 45% katolików, 5% żydów), a w 1910 już 3495.
Skarszewy zostały ponownie przyznane Polsce na mocy traktatu wersalskiego i zajęte przez wojsko polskie 30 stycznia 1920 r. Pierwsza wizyta generała Hallera w Skarszewach miała miejsce 3 lutego 1920 r., co upamiętniono srebrną tabliczką na magistrackim fotelu, na którym zasiadał w ratuszu. W 1923 r. miasto odwiedził prezydent Stanisław Wojciechowski, a w 1927 r. prezydent Ignacy Mościcki. W okresie międzywojennym ludność niemiecka, choć zdegradowana do roli mniejszości, nadal odgrywała istotną rolę w życiu miasta, co w napiętej sytuacji politycznej końca lat 30. doprowadzało do zaogniających się konfliktów na tle narodowościowym.
Miasto zostało zajęte przez oddziały niemieckie 3 września 1939 r. W czasie okupacji niemieckiej okolice Skarszew były największym miejscem kaźni obywateli polskich w skali całego powiatu kościerskiego. Największe nasilenie egzekucji miało miejsce w październiku 1939, gdy formacje Gestapo, Selbstschutzu oraz SS wymordowały ok. 360 Polaków ze Skarszew i okolicznych miejscowości. Niemieccy naziści wymordowali także, niewielką już wtedy, społeczność żydowską z miasteczka oraz obozujących w okolicy Cyganów.
Mimo że wojsko niemieckie w 1945 r. nie podejmowało obrony Skarszew, sowieckie samoloty kilkakrotnie zbombardowały miasto. Spowodowało to, razem ze skutkami celowych podpaleń przez czerwonoarmistów po zajęciu miasta 8 marca 1945 r., zniszczenie Skarszew sięgające 40% zabudowy. Rok 1945 przyniósł też ostateczny koniec wieloetnicznego charakteru miasta.
W 1991 r. ostatecznie zamknięto linię kolejową do Starogardu Gdańskiego, podobny los spotkał połączenia do Kościerzyny i Pszczółek (2001–2002 r.). Wszystkie linie kolejowe zostały rozebrane.
W 2012 r. do miasta włączono obszar 116,53 ha (Pólko, wcześniej część wsi Bolesławowo).
14 września 2013, na pamiątkę wydarzeń z 1741 roku, nieopodal poewangelickiego kościoła z 1881 r. w ciągu niespełna 24 godzin wybudowano replikę zboru ewangelickiego z XVIII wieku.

## Demografia

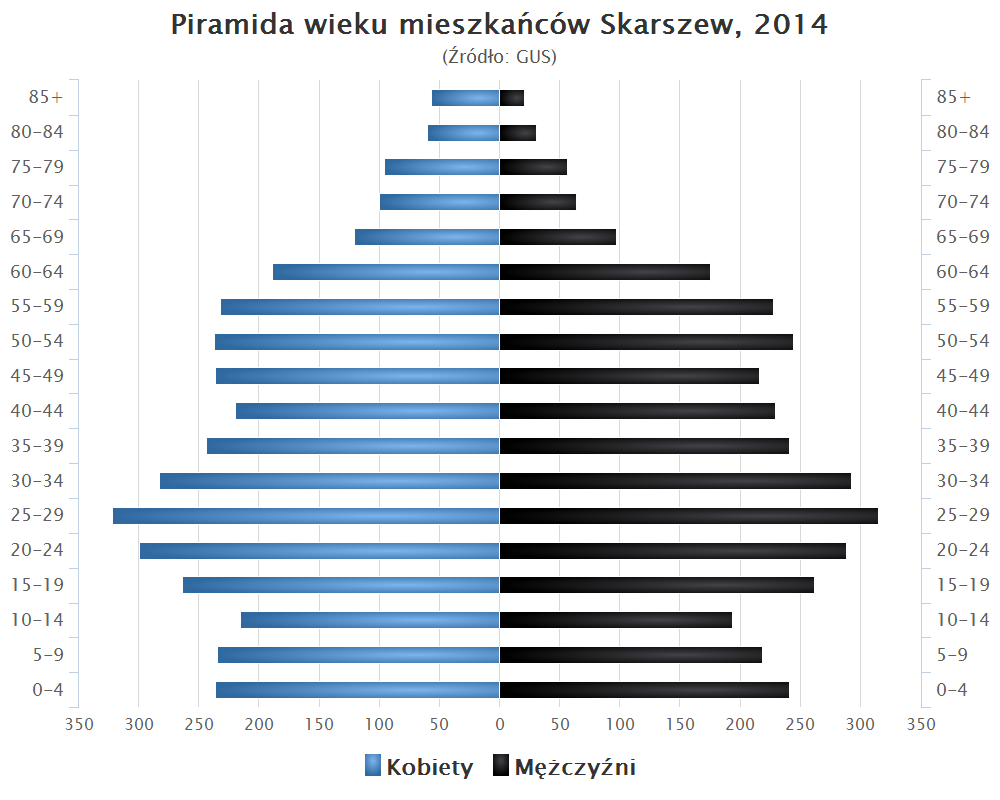
Piramida wieku mieszkańców Skarszew w 2014 roku

Liczba mieszkańców miasta (6854) i gminy (7290) Skarszewy na koniec 2013 r., wyniosła łącznie 14 tys. 144 osoby.

## Zabytki
Najważniejsze obiekty zabytkowe:

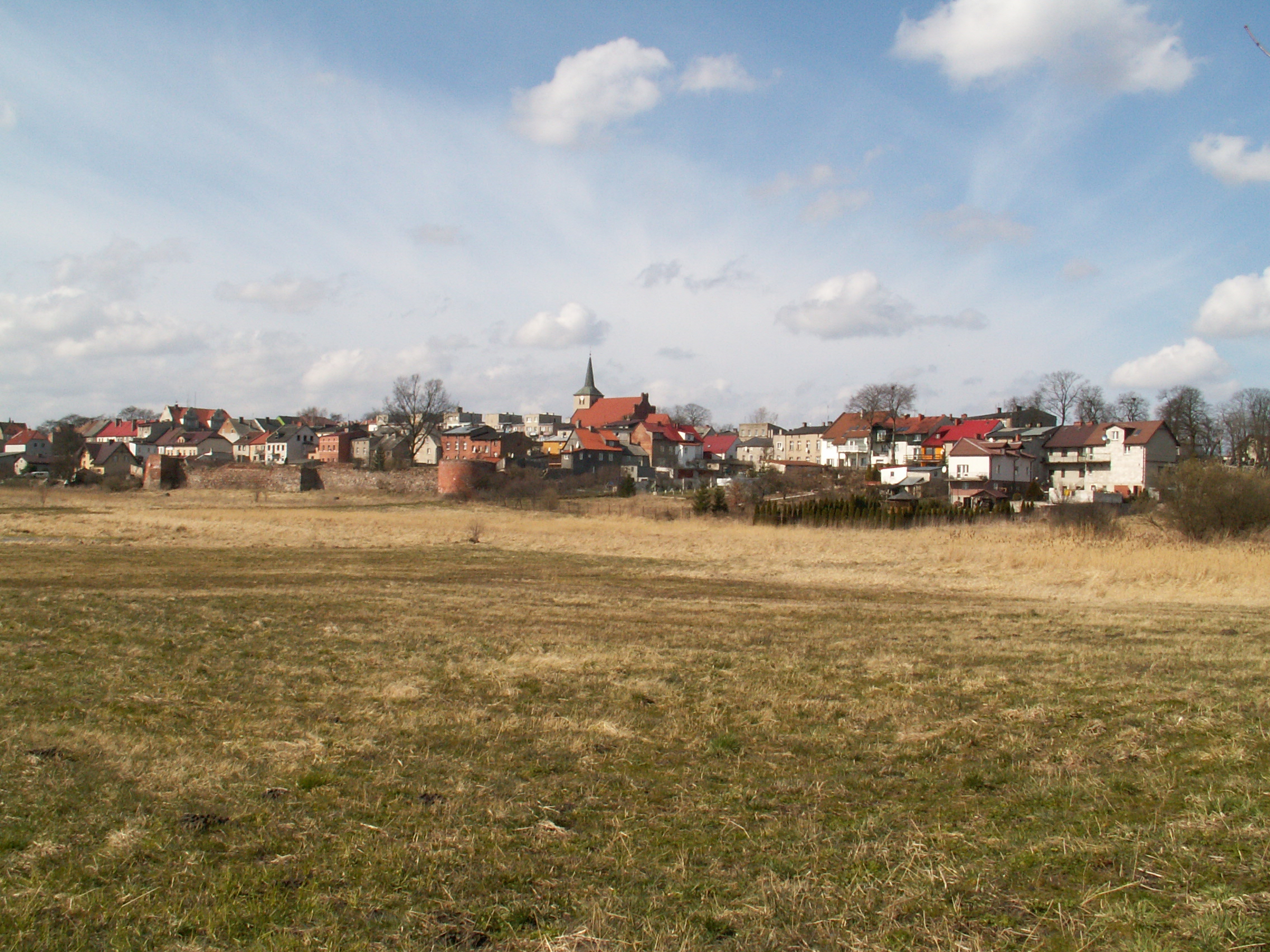
Widok z południowego wschodu

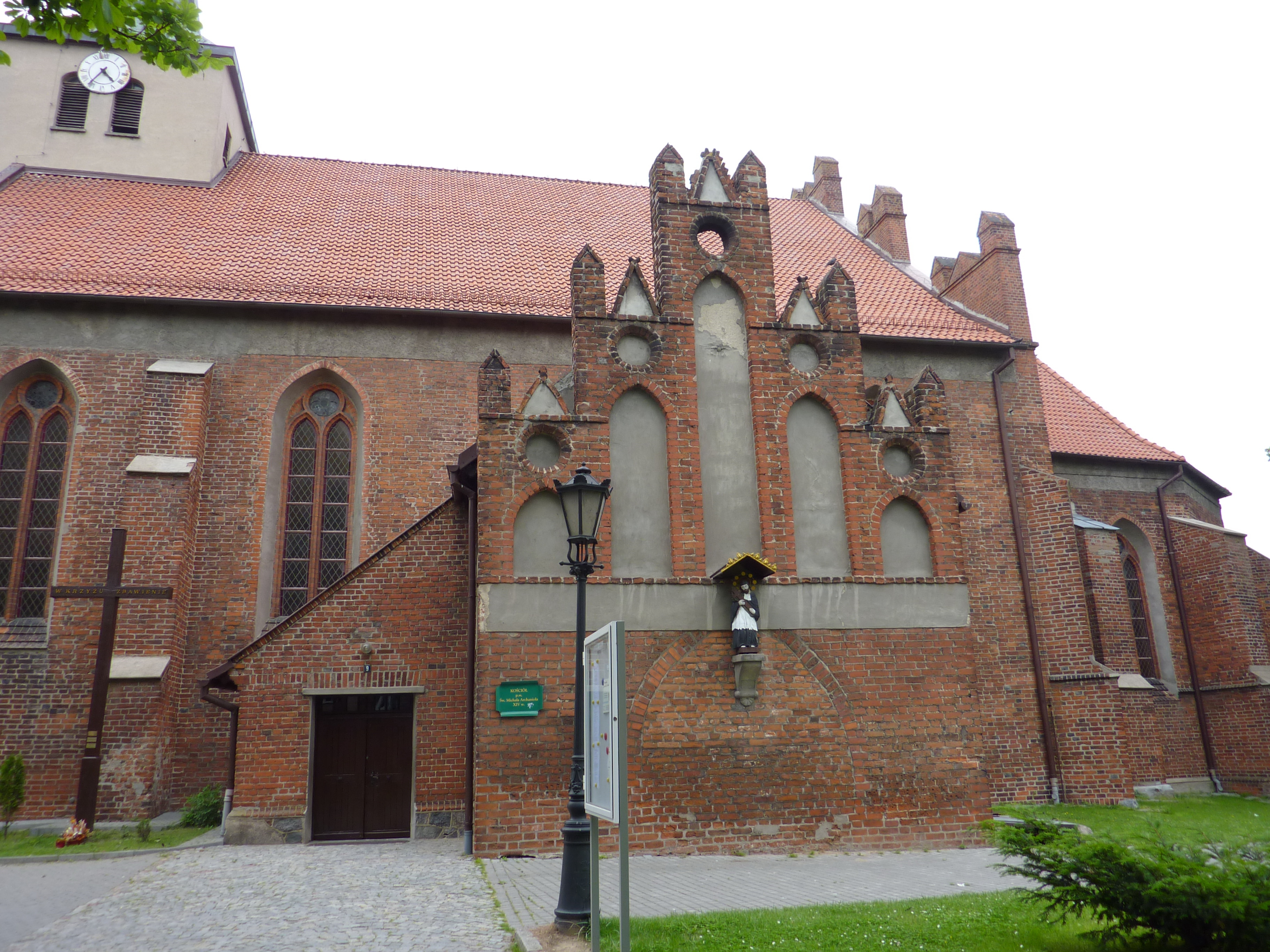
Gotycki Kościół św. Michała Archanioła

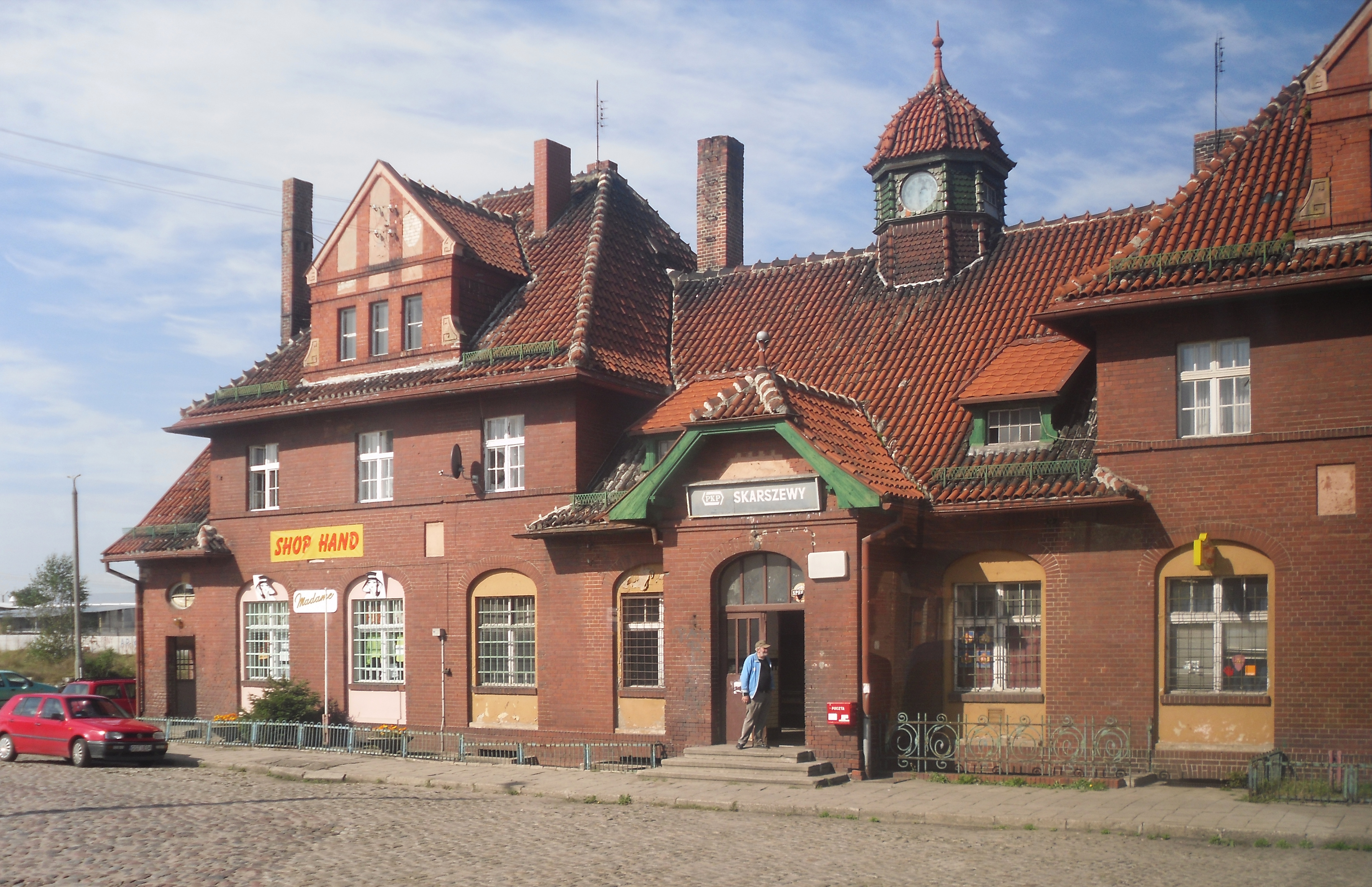
Dworzec kolejowy w Skarszewach (nieczynny)

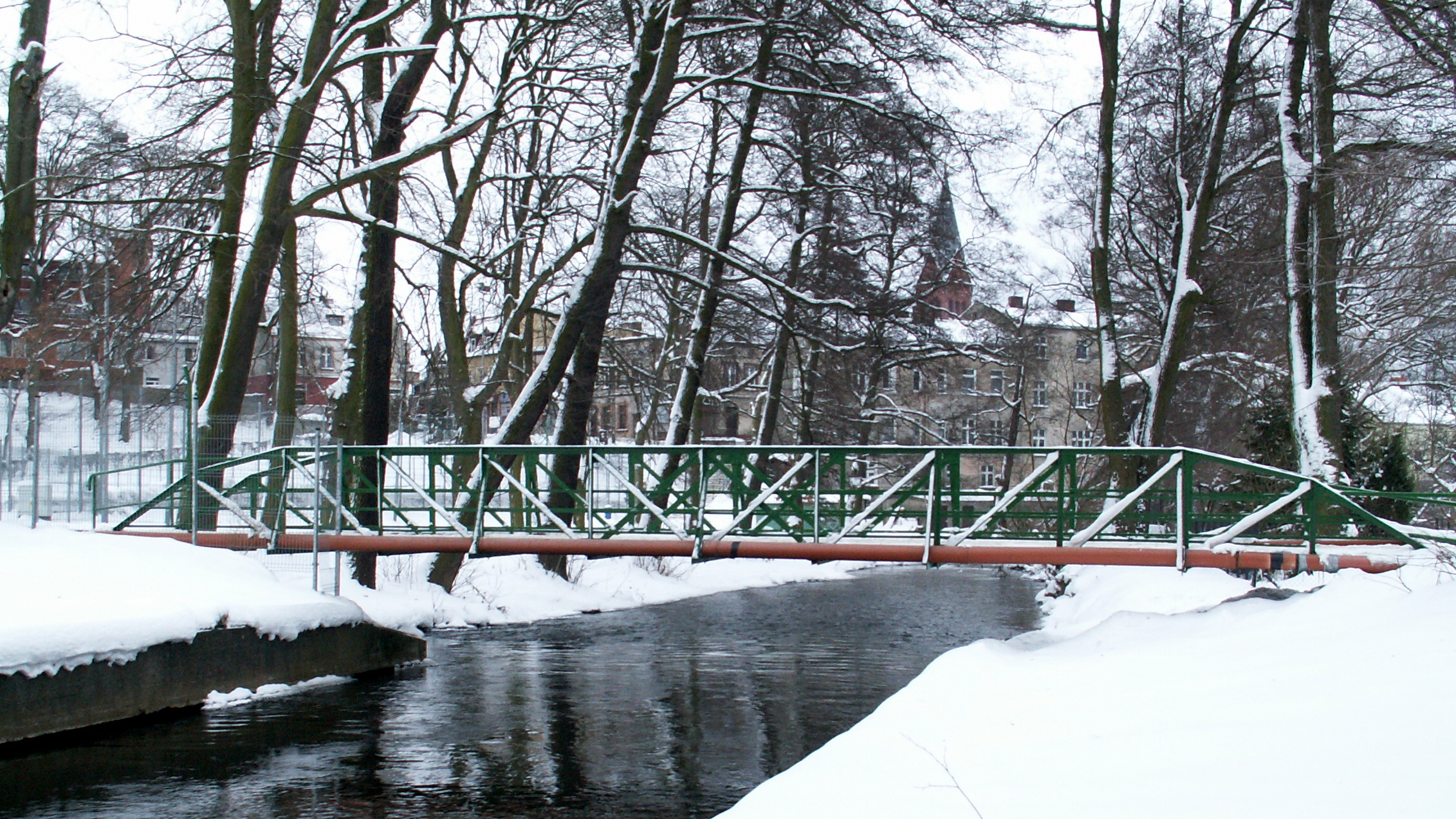
Mostek żelazny nad Wietcisą

- znaczne fragmenty murów miejskich z XIV/XV wieku stanowiące najokazalszą kamienną budowlę obronną z czasów średniowiecza na Pomorzu Gdańskim.
- od strony południowej miasta: Baszta Skazańców, Baszta Wysoka, Baszta Szkolna z wbudowanym w nią osiemnastowiecznym budynkiem i fragmenty baszt przy ulicy Rzecznej.
- pozostałości gotyckiego zamku z przełomu XIV i XV wieku z zachowanymi średniowiecznymi piwnicami i ścianami parteru[33]. W ścianie południowej i północnej kamienne detale architektoniczne w kształcie półkul, istnieje przypuszczenie, że są to kule armatnie[34].
- XIV-wieczny gotycki kościół farny pw. św. Michała Archanioła z barokowym i rokokowym wyposażeniem oraz interesującymi pamiątkami po rodzie Wybickich, w latach 1551–1594 w rękach protestantów. W 1712 w wyniku pożaru zawaliło się gotyckie sklepienie i pierwotna gotycka wieża kościoła, którą odbudowano w 1714. Ponowna konsekracja świątyni nastąpiła 18 czerwca 1758.
- rynek z dawnym XVIII-wiecznym ratuszem oraz sześcioma zabytkowymi kamieniczkami (numery: 8, 9, 10, 11, 12, 13)[35],
- kościół neogotycki z 1881 r., do 1945 r. ewangelicki, zbudowany na miejscu legendarnego kościoła postawionego przez gdańszczan w ciągu 24 godzin w 1741 roku. Na dachu zakrystii znajdują się chorągiewki wiatrowe zborów wybudowanych w 1635 i 1741 roku (nieliczne zabytki z tych zborów można obejrzeć w Muzeum Skarszew, które sąsiaduje z kościołem neogotyckim). Od 2011 roku siedziba drugiej katolickiej parafii skarszewskiej pod wezwaniem św. Maksymiliana Marii Kolbego.
- budynek dworca kolejowego z 1885 r.
- cmentarz ewangelicki (luterański) z początku XVIII wieku[36], na rogu ul. Dworcowej i Młyńskiej, zlikwidowany w 1978 r. Mur wokół cmentarza z 1856 r. i kaplica z 1910 r. Od strony południowej zachowała się w murze cmentarnym jedna XIX-wieczna płyta nagrobna, wykonana z piaskowca. Istnienie w tym miejscu cmentarza upamiętnia płyta pamiątkowa w języku polskim i niemieckim z 1998 r.
- bogaty zbiór zabytków w Muzeum Skarszew – Skarszewskim Centrum Ekspozycji Historycznych ul. Szkolna 9.
- „Napoleoński obelisk” (róg ulicy Kościerskiej i Kleszczewskiej)z tablicą upamiętniającą cmentarz wojenny z czasów napoleońskich (zlikwidowany w 1938 r.) oraz dwusetną rocznicę ofensywy wojsk napoleońskich na Pomorze i Gdańsk w 1807 r.[37]
- żelazny most nad Wietcisą, łączący Stare Miasto z ulicą Dworcową, zbudowany przez gdańską firmę STEIMMIG w 1887 roku (odlana z brązu tablica znamionowa tego mostu znajduje się w Muzeum Skarszew).
- W lesie za miastem, nad jeziorem Borówno Wielkie, XVIII-wieczny[38] cmentarz nieistniejącej od 1939 r. skarszewskiej gminy żydowskiej, z częściowo zachowanymi nagrobkami (macewami) z inskrypcjami w językach hebrajskim, niemieckim i polskim. Większość nagrobków łącznie z aleją rabinów (z ułożonymi poziomo płytami nagrobnymi z czarnego marmuru i pozłacanymi inskrypcjami) została zniszczona w l. 1977–78[39].

Centrum miasta zachowało zabytkowy, średniowieczny układ przestrzenny w postaci wydłużonego prostokąta obrysu murów miejskich, opartego o dolinę Wietcisy i z nietypowo, bo peryferyjnie usytuowanym, kwadratowym rynkiem.

## XXI wiek
W ramach programu Orlik 2012 uruchomiono kompleks sportowy z boiskami do piłki nożnej, siatkowej i koszykowej.
14 września 2013 r. mieszkańcy Skarszew w ciągu 24 godz. wybudowali niewielki kościół, będący repliką luterańskiego zboru z 1741 r. Według legendy ówczesny wojewoda i starosta skarszewski w jednej osobie Jakub Narzymski oraz polski król August III Sas zgodzili się na budowę protestanckiego kościoła pod warunkiem, że zostanie zbudowany w ciągu jednej doby. W rzeczywistości takiego warunku nie postawiono, gdyż luteranie z obawy odmowy do nikogo o taką zgodę nie występowali. W ciągu jednej nocy z 14 na 15 września 1741 r. powstał kościół „budowany na sposób pruski” (mur pruski), który wykańczano i wyposażano przez kilka tygodni. Dokładnie po 272 latach udało się powtórzyć ten wyczyn, kończąc pracę o 12 minut wcześniej i tym samym pobić rekord Guinnessa.

## Wspólnoty wyznaniowe
- Kościół rzymskokatolicki:
  - parafia św. Maksymiliana Marii Kolbego
  - parafia św. Michała Archanioła
- Świadkowie Jehowy:
  - zbór Skarszewy, Sala Królestwa[42]

## Galeria

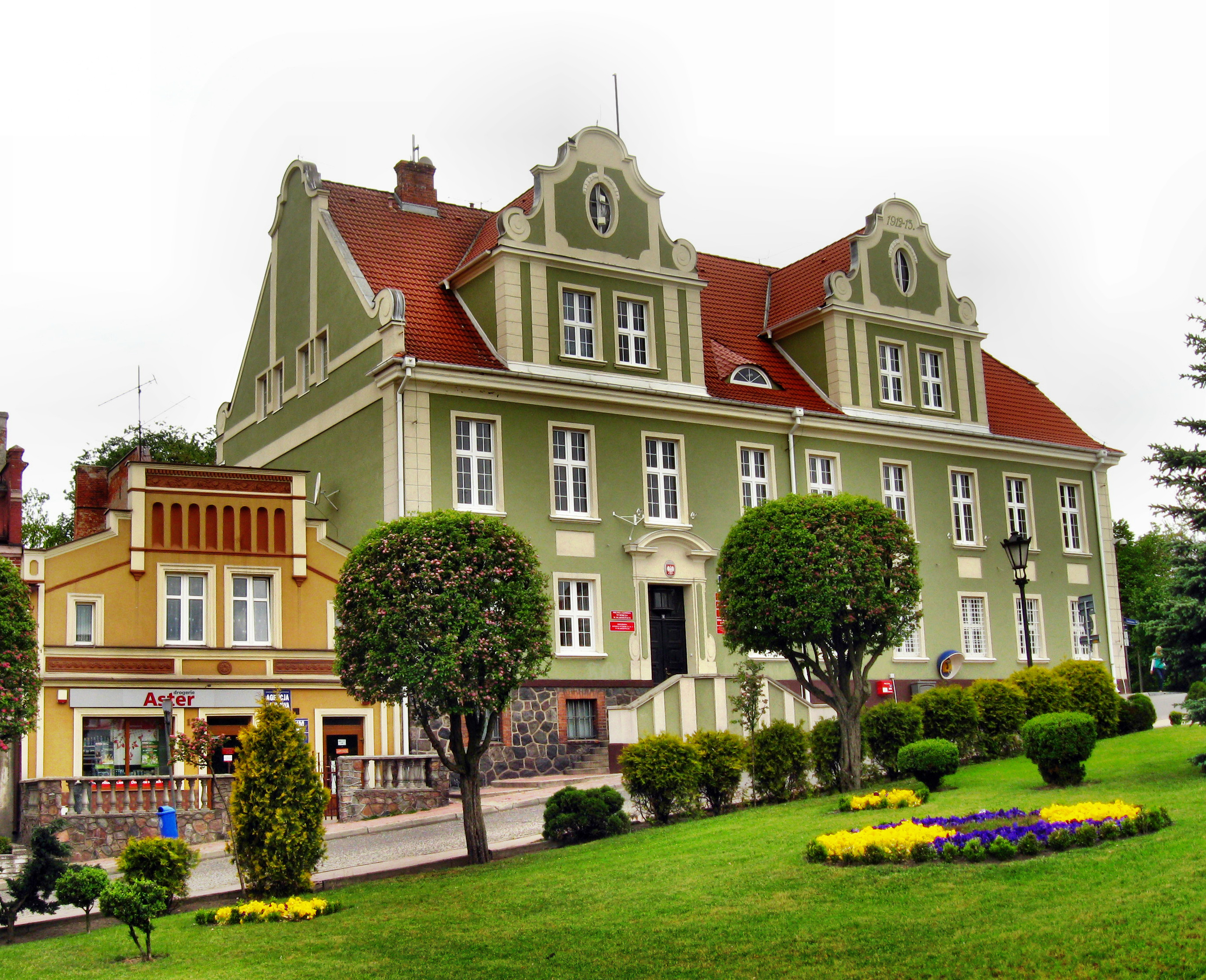
Ratusz na rynku w Skarszewach
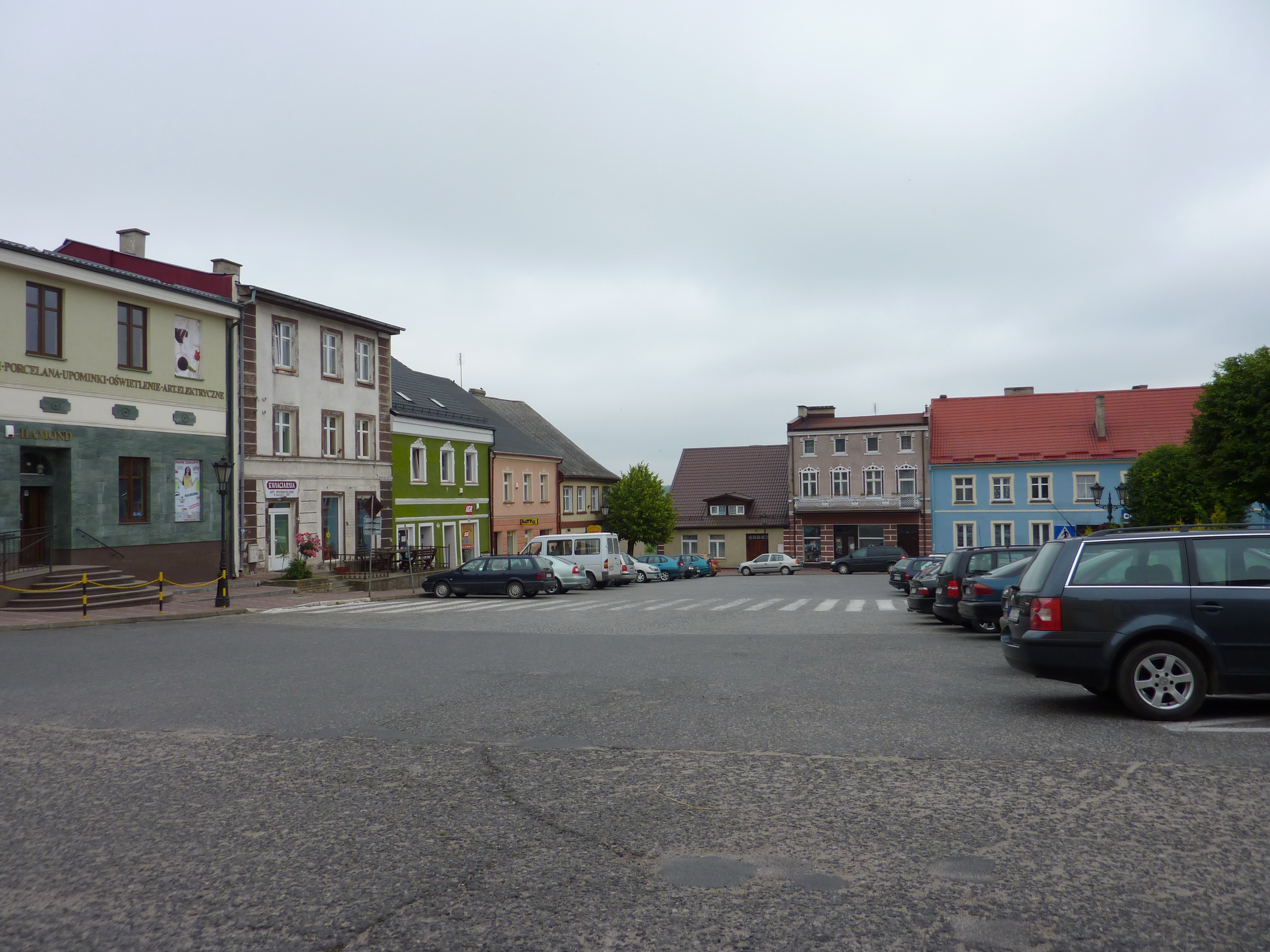
Rynek
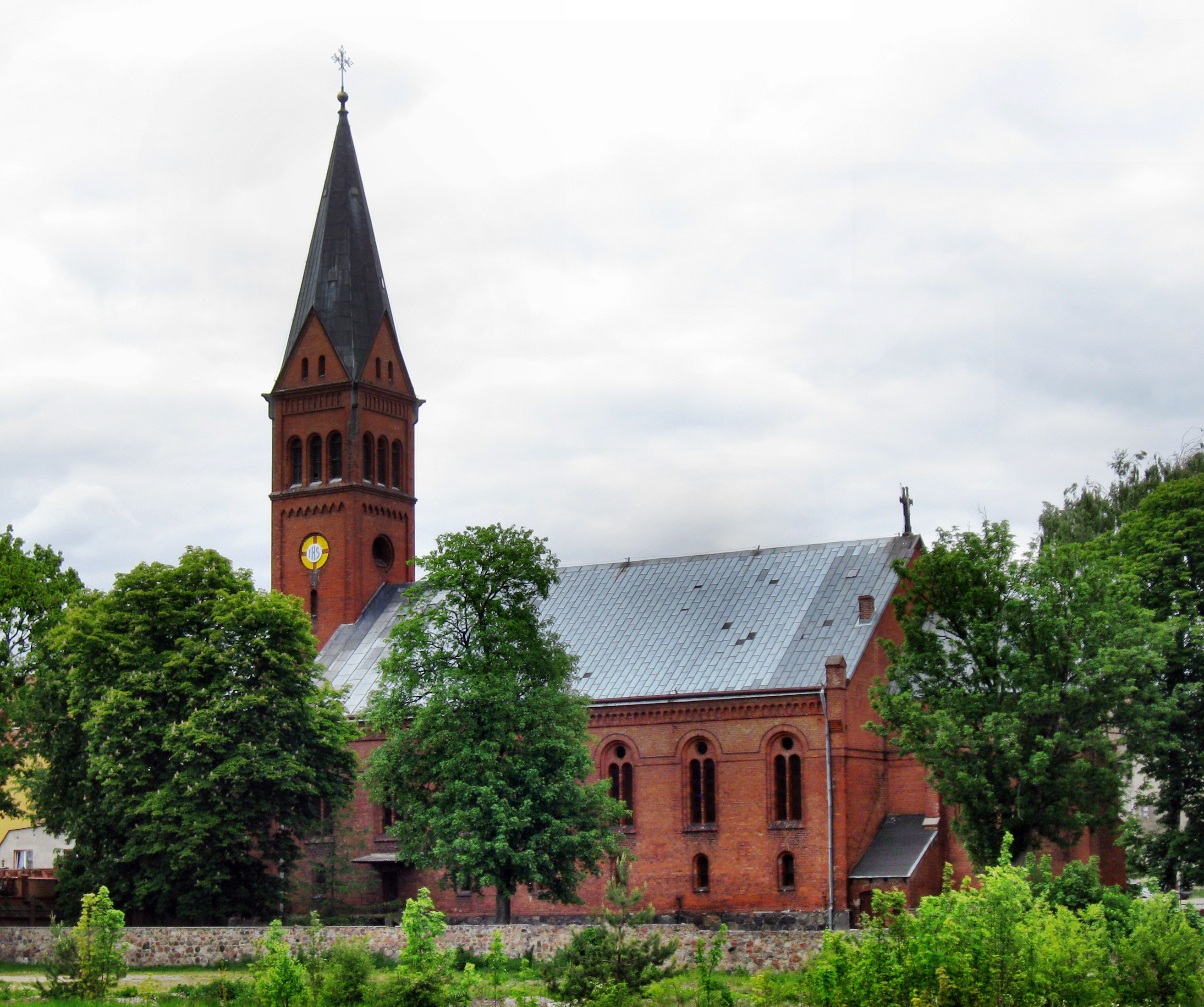
Kościół poewangelicki z XIX w.
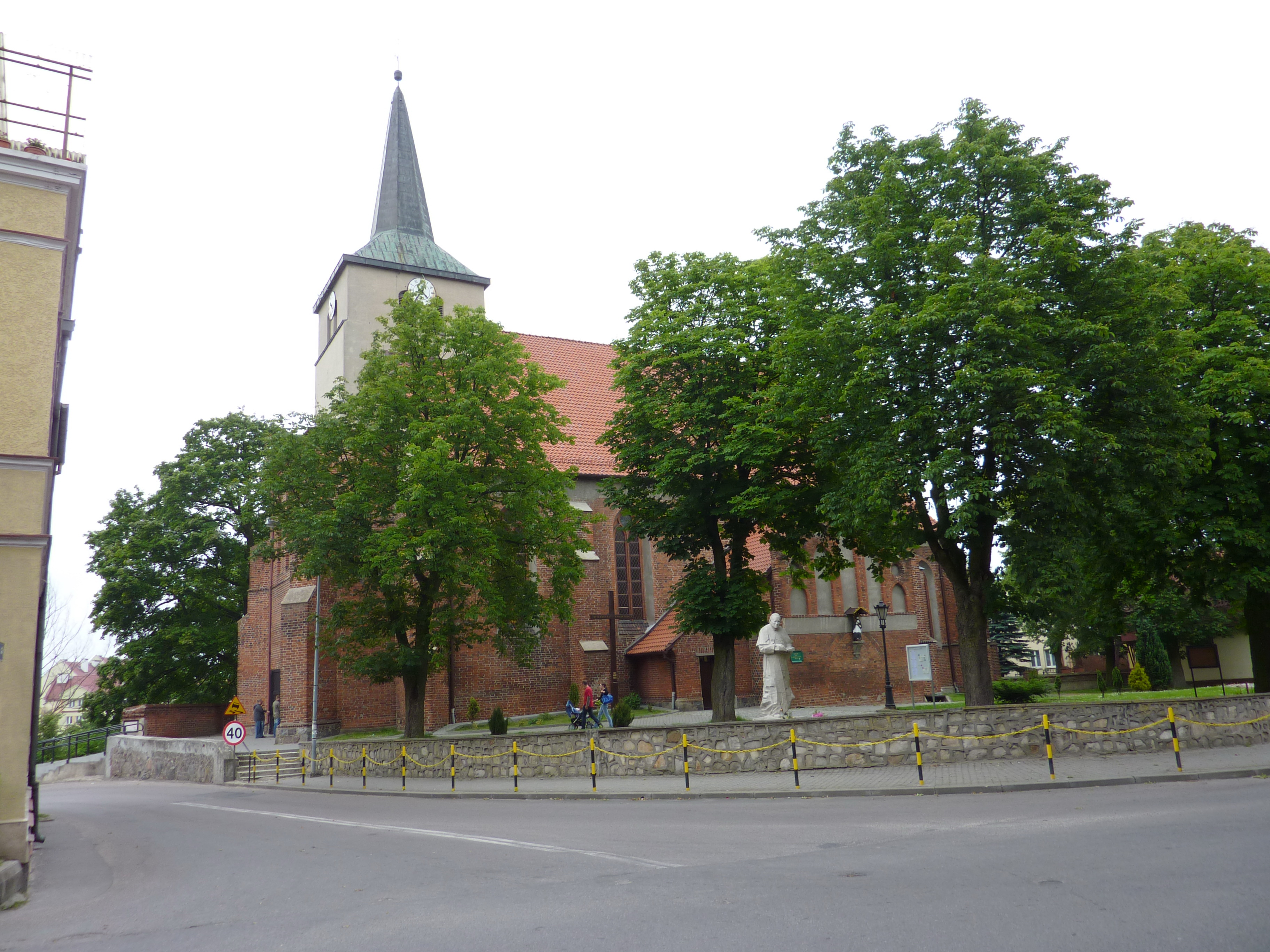
Kościół parafialny pw. św. Michała Archanioła
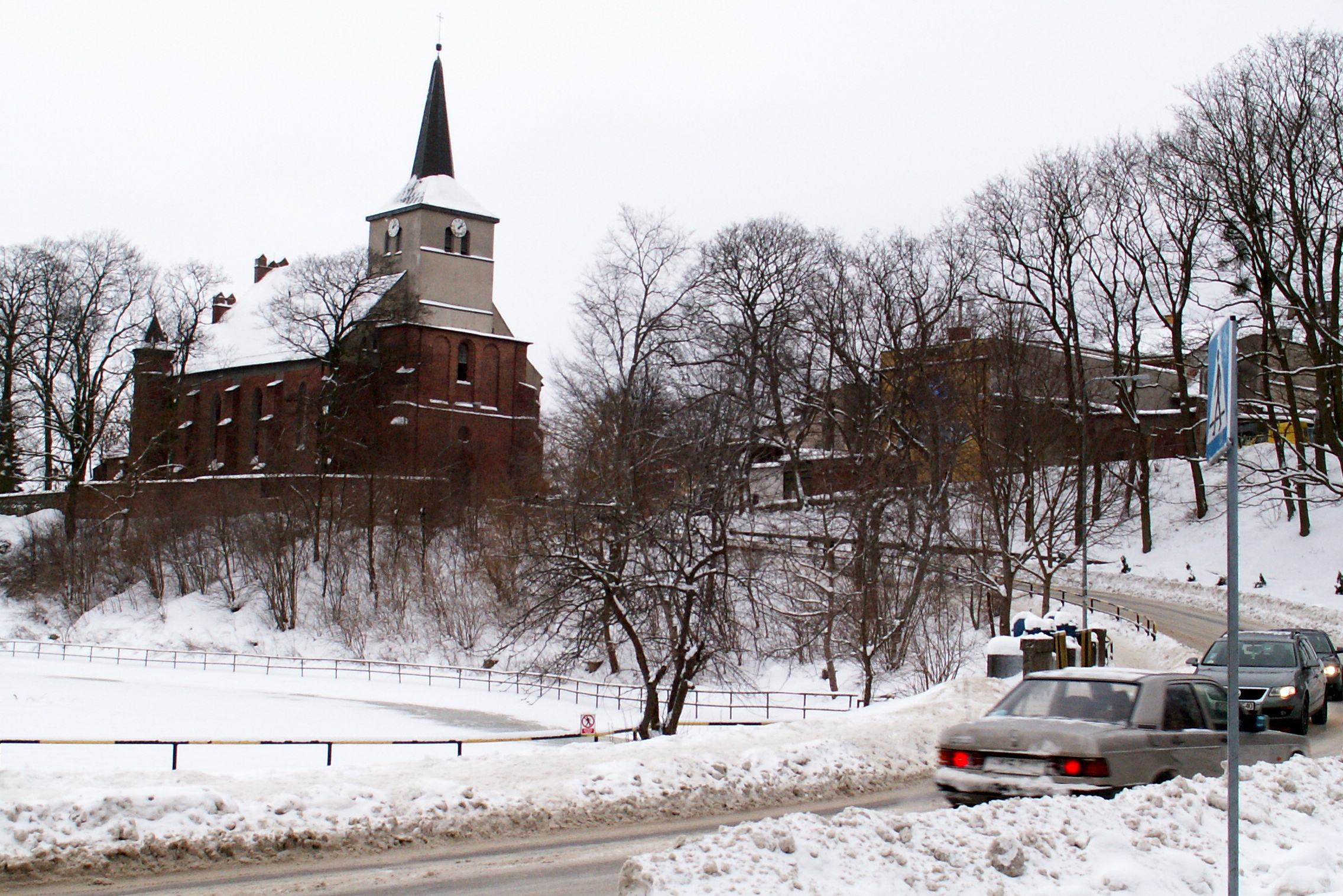
Widok na kościół św. Michała Archanioła od strony tamy
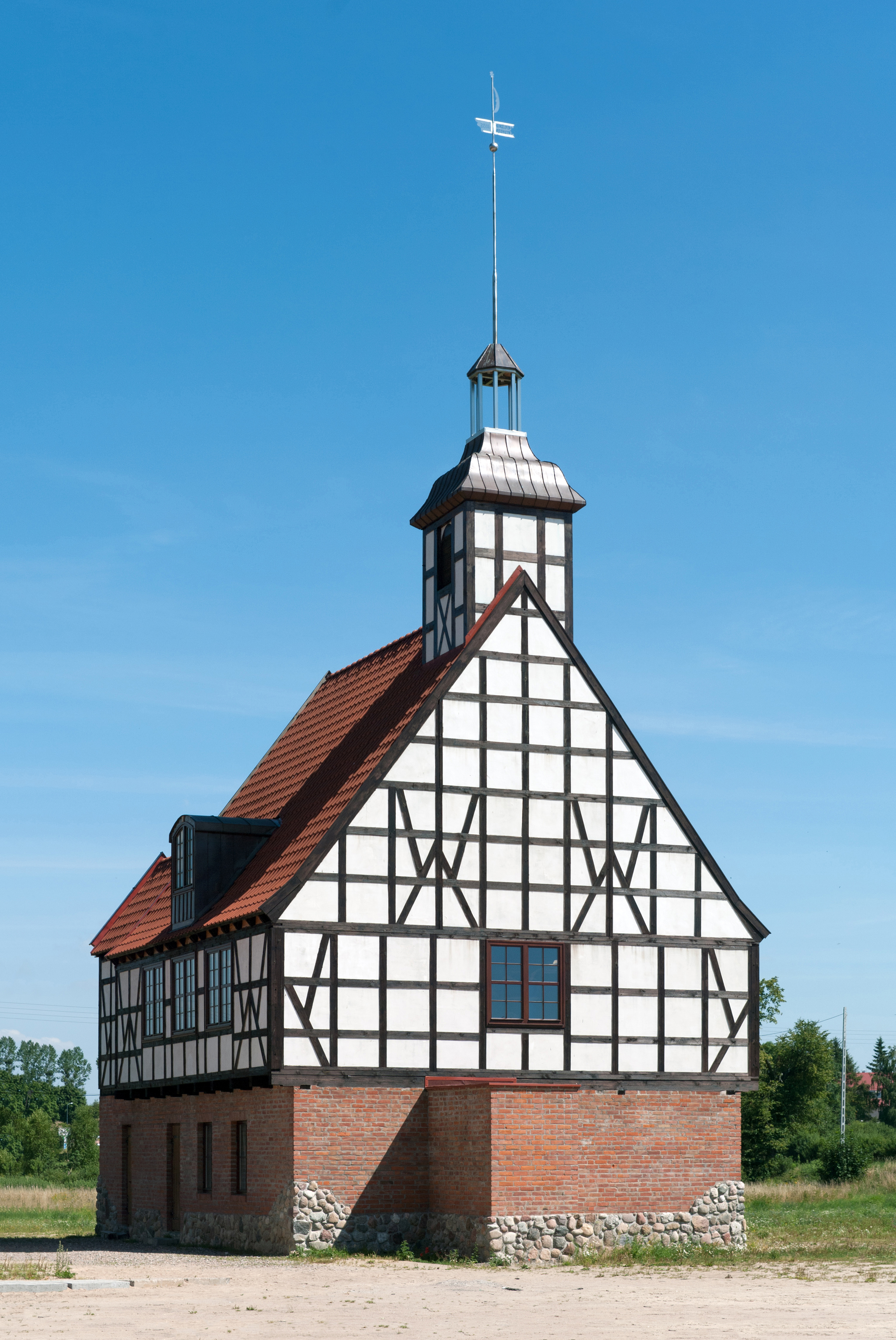
Replika kościoła luterańskiego z 1741 roku
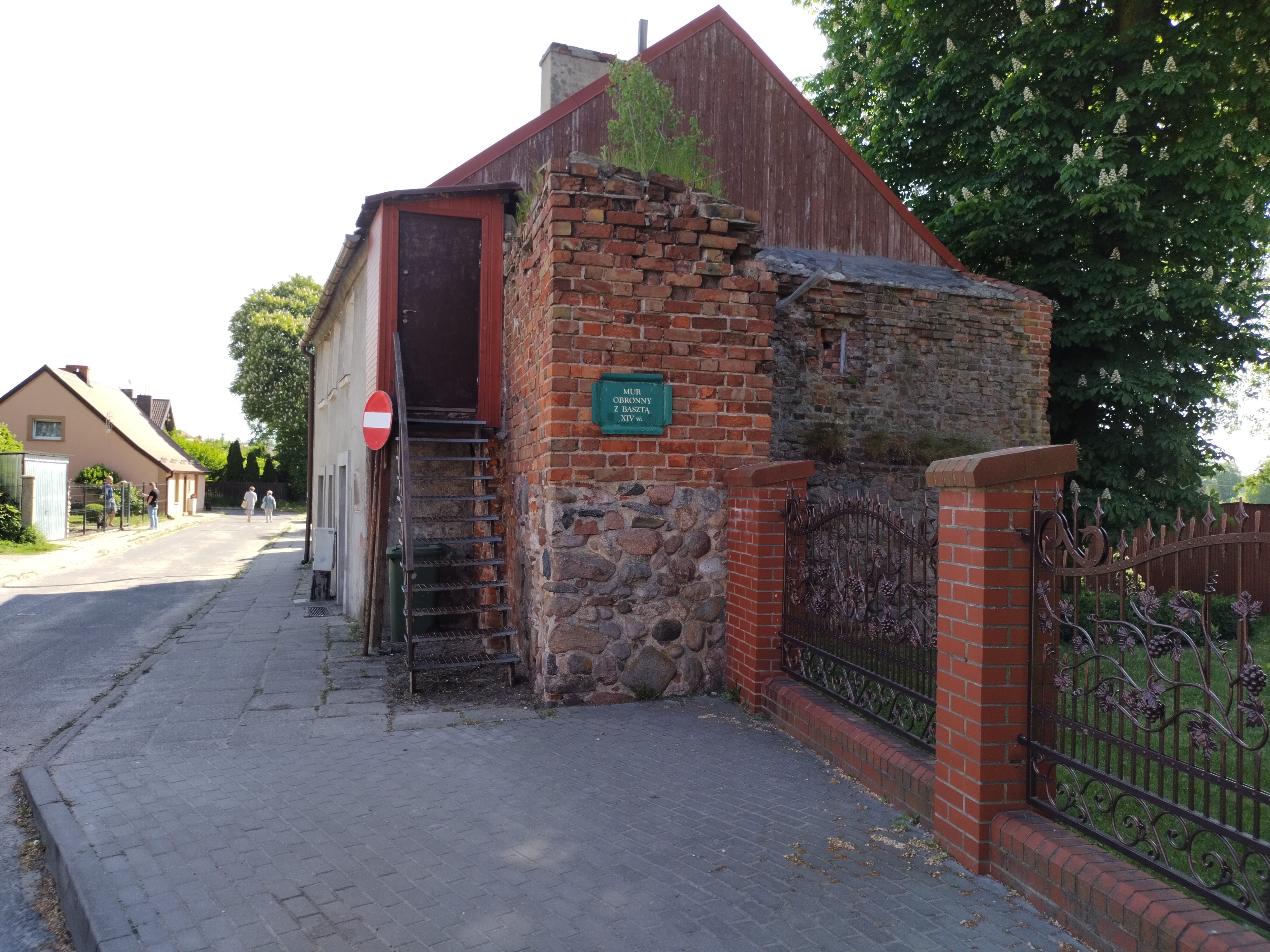
Fragment murów miejskich oraz ślady baszty.